# Anthidium hallinani
Anthidium hallinani là một loài Hymenoptera trong họ Megachilidae. Loài này được Schwarz mô tả khoa học năm 1933.